# Histoire d'un crime
Histoire d'un crime es una película muda francesa de 1901 dirigida por Ferdinand Zecca y distribuida por Pathé Frères. La película está protagonizada por Jean Liézer como el asesino y se basó en una serie de cuadros contemporáneos titulada «L'histoire d'un crime» en el museo Grévin.
Histoire d'un crime se considera la primera película policial francesa y una de las primeras en utilizar escenarios realistas y sórdidos. El historiador de cine Don Fairservice ha señalado que Histoire d'un crime fue «muy influyente». Zecca había convencido a Charles Pathé de que otros temas cinematográficos podrían complementar los documentales de Pathé. Sus otras películas incluyeron comedias, películas con trucos o cuentos de hadas, como Les Sept châteaux du Diable de 1901, y  La Belle au bois dormant de 1902, así como dramas sociales como Les Victimes de l'alcoolisme (1902), Au pays noir (1905) y reconstrucciones de hechos reales, siendo el más famoso La Catastrophe de la Martinique (1902).

## Sinopsis
Durante un allanamiento de morada, un empleado del banco (Jean Liézer) duerme cuando es apuñalado por un ladrón. Al día siguiente, el ladrón, un carpintero desempleado, es arrestado en un café mientras gasta generosamente en vino. Lo juzgan y lo declaran culpable.
Mientras el ladrón está detenido en prisión, ve una serie de flashbacks en la pared de su celda, que lo representan como un trabajador honesto con una vida hogareña feliz, pero pronto comienza a beber en exceso. Al convertirse en un ladrón, desciende aún más hacia el crimen y finalmente comete un asesinato.
Cuando llega el día de la ejecución, los verdugos le cortan el pelo y un sacerdote realiza una expiación. El ladrón es conducido a la guillotina y ejecutado.

## Producción
Histoire d'un crime es estilísticamente innovador en su uso de la superposición de imágenes. La historia era de un hombre condenado a muerte, en espera de ejecución, con sus crímenes apareciendo en la pared de su celda. La película también es un ejemplo temprano de flashbacks como un elemento de la película. El realismo retratado hizo que la película se detuviera antes de la escena final de la ejecución para permitir que las mujeres y los niños salieran del teatro. Más tarde, las autoridades francesas censuraron la película y exigieron que la escena se eliminara por completo.